# 紅はこべ
『紅はこべ』（べにはこべ、原題：The Scarlet Pimpernel）は、バロネス・オルツィ（オークシイ）作のイギリスの小説。1905年にロンドンで出版された。

## 概要
本作は1902年に完成していたが、持ち込んだ出版社すべてに出版を断られた。作品の出来に自信のあったオルツィは、これを戯曲化する。この戯曲は1903年のノッティンガムでの上演を皮切りに、イギリス各地で上演される。1905年にはついにロンドンで上演され、4年間のロングランとなった。すると今度は出版社のほうから「ぜひとも小説版紅はこべを出版させてくれ」との問い合わせが殺到した。満を持して出版された小説版はベストセラーとなった。
日本で最初の全訳は、村岡花子によるもので、題は『べにはこべ』。また、東京創元社版の最初の題は『紅はこべ団』だが、文庫化に際し『紅はこべ』に改題された。訳者である西村孝次は訳者あとがきにおいて、『二都物語』の影響を指摘している。続編については「どれも出来ばえはこの『紅はこべ』一編に及ばない」と語った。

## あらすじ
1792年のフランス革命の真っ只中にあるフランス。オーストリアとの戦争が始まり、ただ貴族や聖職者だと言うだけでオーストリアへの裏切りを疑われてギロチンに送られていた。
そんな中、鮮やかな手口と大胆な知略で捕らえられた貴族を救い出してイギリスへ亡命させる謎の一団が現れる。革命政府は捕らえようとするが、彼らはその追跡を振り切り、貴族達と共に逃げ去ってしまう。残された紋章からいつしかその一団は「紅はこべ」と呼ばれるようになる。メンバーさえも、そのリーダーの正体を知らなかった。
「紅はこべ」がイギリス貴族のグループらしいとめぼしをつけた革命政府はその撲滅に乗り出し、全権大使の名目でショーヴランを英国に派遣する。ショーヴラン一派は、まずアンドリュー卿とアントニー候を襲撃し、二人が「紅はこべ」のリーダーと接触する状況を作為する。
さらに、ショーヴランは英国社交界の花と謳われるマルグリート・ブレイクニーに接近する。ショーヴランはマルグリートに取引を持ちかける。ショーヴランは彼女の兄であるアルマン・サンジュストが、革命政府に対して批判的な意見をつづった『手紙』を手に入れていた。この手紙を無かった事にして欲しければ、「紅はこべ」探索を手伝うよう脅迫する。
マルグリートはやむなくショーヴランに従い、舞踏会に参加した折、アンドリューの手紙を盗み見て、リーダーとの接触の時刻・場所をショーブランに教える。しかし、その時刻、その場所にいたのは居眠りをする、愚鈍な伊達者のパーシー・ブレイクニー卿だけだった。
崇拝する「紅はこべ」を窮地に陥れてしまったことに動揺するマルグリートは、夫の馬車で邸宅に戻る。ブレイクニー夫妻の間には冷たい溝があったが、この夜、夫妻は話し合いの機会を持ち、マルグリートは夫への愛を確信する。そして、兄を救うため「紅はこべ」のリーダーの情報をショーヴランに教えてしまったことを、夫に相談する。パーシーはマルグリートに兄の救出を約束するが、すぐさま仔細を告げぬまま、急用で北部の領地に出かけてしまった。
翌朝、マルグリートはたまたま開いていた夫の書斎に立ち入り、パーシーが「紅はこべ」のリーダーであることを知る。さらに、邸宅にショーヴランから兄の『手紙』が返却され、ショーヴランがドーヴァーに急行していることを知る。自らの愚かさを恥じたマルグリートは直ちにロンドンに急行し、アンドリューと面会して事情を説明する。二人は　ドーヴァーから英仏海峡を越えて、カレーに到着する。
マルグリートは、宿屋に忍んでパーシーの帰りを待つが、ショーヴランが捜索網を張り巡らせていることに不安を感じる。パーシーは英国国歌を口ずさみながら堂々とショーヴランの前に現れ、そして見事に逃走する。ショーヴランは、パーシーがユダヤ人商人の協力で小屋に向かったことを知ると、別のユダヤ人：ベンジャミンを雇って道案内をさせる。激高したショーヴランは部下たちに、アルマン及びトゥルネー伯爵一行4名とパーシーが合流する小屋の監視を厳にし、死刑をちらつかせて「長身の男と4人が合流するまで待機」せよと命じた。
マルグリートも必死にショーヴランの後を追うが、ついに捕縛されてしまう。ショーヴランは、ベンジャミンの処遇に困り、彼を伴って小屋に向かう。すると再び英国国歌が聞こえ、マルグリートは兄に窮地を脱するよう絶叫する。ショーヴランらは小屋に突入するが、すでにもぬけの殻だった。彼らは、小屋に残された手紙から、マルグリートとベンジャミンを放置して、紅はこべ一行が英国への脱出に使う予定の船に向かう。
絶望の中、マルグリートはベンジャミンの正体がパーシーであることを知る。パーシーは、ショーヴランの部下たちが盲目的に指示に従うことやユダヤ人への蔑視を利用し、ベンジャミンに扮して小屋に接近し、一行に別の指示を与えていた。パーシーはマルグリートを抱きかかえ、二人は心を通わせながら「真昼の夢」（The Day Dream）号に乗船し、アルマン及びトゥルネー伯やアンドリューと合流する。
しばらく後、アンドリューとスザンヌの華麗な結婚式が行われたが、ショーヴランはあの舞踏会の夜以来、社交界に顔を出さなくなっていたのだった。

## 登場人物
マルグリート・ブレイクニー（Marguerite Blakeney）
旧姓（フランス名）はマルグリット・サンジュスト（Marguerite St Just）。コメディ・フランセーズの女優として活躍し、「欧州一の才女」の誉れ高く、多数の取り巻きがいた。その中でも、彼女の熱烈な崇拝者だったパーシーと結婚。しかし、結婚式の日に、彼女が夫に告白する前に、かつて兄を殺そうとしたサンシール侯爵の居場所を革命政府に知らせたことが発覚し、夫婦仲は冷え切ってしまっていた。
英国でも社交界の花と謳われ、流行の最先端を行く貴婦人。幼少期に両親を喪い、兄アルマンとは強い絆で結ばれている。
サー・パーシー・ブレイクニー（Sir Percy Blakeney）
英国の准男爵であり、長身かつ美青年の大富豪。リッチモンドに豪奢な邸宅を保有する。ジョージ王太子とも懇意だが、英国社交界きっての伊達男として有名。ただし、幼少期に母が精神疾患になって孤独の中で育ったこともあり、愚鈍な人物として認知されていた。
その正体は「紅はこべ」のリーダーであり、スリリングな救出劇に熱中している。
アルマン・サンジュスト（Armand St Just）
マルグリートの5歳年長の兄。穏健な共和主義者であり、1792年現在のジャコバン派による恐怖政治とは距離を置き、「紅はこべ」に協力する。
両親を喪って以降、マルグリートの親代わりとして面倒を見続けてきた。
ショーヴラン(Chauvelin)
マルグリートのかつての取り巻きの一人。「紅はこべ」の首領の正体を探り組織を壊滅させる目的を帯びて、革命政府全権大使の名目で英国宮廷に送り込まれる。
実在のベルナール・フランソワ・ド・ショーヴランを基に創作されたキャラクターで、シリーズ他作にも登場する。
アンドリュー・フークス卿（Sir Andrew Ffoulkes）
「紅はこべ」の一員。救出したスザンヌに好意を抱く。
アントニー・デュハースト侯爵（Lord Anthony Dewhurst）
エクセター公の一人息子。礼儀正しくバランスの取れた人物で、典型的な英国紳士。英仏の往来が多いため、よく「漁師の宿」を利用し、看板娘のサリーを気に入っている。「紅はこべの」一員。
ミスター・ジェリバンド
港町ドーヴァーで「漁師の宿」を経営する男。娘のサリーは看板娘。
トゥルネー伯爵夫人
夫を残し、「紅はこべ」の手で英国に亡命したフランス貴族。サンシール侯爵を密告したとして、マルグリートを毛嫌いする。
トゥルネー子爵
トゥルネー伯爵夫妻の嫡男。多感な若者。
スザンヌ（Suzanne de Tournai）
トゥルネー伯爵令嬢。修道院で教育を受けていた時、年上のマルグリートと親しくなる。

## シリーズ小説

### 長編
1. The Scarlet Pimpernel （紅はこべ） 1905
2. I Will Repay （紅はこべ続篇　復讐） 1906
3. The Elusive Pimpernel 1908
4. Eldorado 1913
5. Lord Tony's Wife （恐怖の巷） 1917
6. The Triumph of the Scarlet Pimpernel 1922
7. Sir Percy Hits Back 1927
8. A Child of the Revolution 1932
9. The Way of the Scarlet Pimpernel 1933
10. Sir Percy Leads the Band 1936
11. Mam'zelle Guillotine 1940

### 外伝
紅はこべの先祖が主役
1. The Laughing Cavalier 1914
2. The First Sir Percy 1920

紅はこべの子孫が主役
1. Pimpernel and Rosemary 1924
2. The Scarlet Pimpernel Looks at the World 1933

### 短編集
The League of the Scarlet Pimpernel 1919
Sir Percy Explains
A Question of Passports（モンマルトル城門の門鑑／城門の関所破り）
Two Good Patriots
The Old Scarecrow
A Fire Bit of Work
How Jean-Pierre Met the Scarlet Pimpernel
Out of the Jaws of Death
The Traitor（反逆者）
The Cabaret de la Liberte
"Needs Must─"
A Battle of Wits（知恵の戦）
Adventures of the Scarlet Pimpernel 1929
"Fie, Sir Percy !"
The Principal Witness
The Stranger from Paris
"Fly-By-Night"（ひと夜の戯れ）
The Lure of the Old Chateau
In the Tiger's Den
The Little Doctor
The Chief's Way

## 日本語訳
一般向け（抄訳版も含む）
- 村岡花子 訳『べにはこべ』英宝社、1950年。ASIN B000J93X0G。
- 村岡花子 訳『べにはこべ』三笠書房〈百万人の世界文学〉、1954年。ASIN B000JB6GVM。
  - 村岡花子 訳『べにはこべ』河出書房新社〈河出文庫〉、2014年9月。ISBN 978-4309464015。
- 西村孝次 訳『紅はこべ団』東京創元社〈世界大ロマン全集〉、1958年。ASIN B000JAVB04。
  - 西村孝次 訳『紅はこべ』東京創元社〈創元推理文庫〉、1970年5月。ISBN 978-4488507015。
- 中田耕治 訳『紅はこべ』筑摩書房〈世界ロマン文庫〉、1977年11月。ASIN B000J8U1WA。
  - 中田耕治 訳『紅はこべ』河出書房新社〈河出文庫〉、1989年9月。ISBN 978-4309460642。
- 小川隆 訳『新訳 スカーレット・ピンパーネル』集英社〈集英社文庫〉、2008年5月。ISBN 978-4087605556。※抄訳
- 圷香織 訳『紅はこべ 新訳版』創元推理文庫、2022年9月。ISBN 978-4488507039

児童向け図書
- 定松正訳『紅はこべ』春陽堂少年少女文庫
- 山崎洋子訳『紅はこべ』講談社「痛快世界の冒険文学14」
- 山本藤枝編訳『紅はこべの冒険』ポプラ社「世界名作童話全集」

## 派生作品

### 映画
- 1917年、アメリカの白黒・無声映画「紅はこべ」（リチャード・スタントン監督、ダスティン・ファーナム主演）
- 1934年、イギリス・アメリカの白黒映画「紅はこべ」（ハロルド・ヤング監督、レスリー・ハワード主演）
- 1950年、イギリス映画「快傑紅はこべ」（マイケル・パウエル、エメリック・プレスバーガー共同監督、デヴィッド・ニーヴン主演）

### テレビドラマ
- 1955年、イギリスの白黒テレビシリーズ「紅はこべ」（マリウス・ゴーリング主演）
- 1960年、アメリカの白黒テレビシリーズ「紅はこべ」（マイケル・レニー主演）
- 1982年、イギリスのテレビ「紅はこべ」（アンソニー・アンドリュース主演）
作品自体高い評価を受けてプライムタイム・エミー賞 作品賞 (テレビ映画部門)にノミネートされた。
- 1999年、イギリス・アメリカ合作のテレビシリーズ「紅はこべ」（リチャード・E・グラント主演）
- 2000年、イギリス・アメリカ合作のテレビシリーズ「紅はこべ2」（リチャード・E・グラント主演)
1999年と2000年のテレビシリーズは、日本でも2002年にNHK-BS2で放送された。内容も原作とはかなり異なり、アルマンは弟に、ショーヴランが元恋人という設定。

### 舞台
- 1979年に宝塚歌劇団によって舞台化された。ほぼ原作小説に沿った内容で、ミニシリーズや後のブロードウェイミュージカルとは異なり、原作同様アルマンはマルグリートの兄で、ショーヴランとマルグリートの間にも恋愛関係はない。

- 1997年に「スカーレット・ピンパーネル」（THE SCARLET PIMPERNEL）という原題と同タイトルでブロードウェイミュージカル化された。登場人物などの設定は原作に近いが、ストーリーはかなり異なり、マルグリートが手紙を盗み見るところの他は、ほとんどの場面が原作には全くない場面で構成されている。マルグリートとショーヴランは元恋人で、アルマンはマルグリートの弟になり、アルマンの恋人はサン・シール侯爵令嬢ではない。
  - 脚本・作詞：ナン・ナイトン、作曲：フランク・ワイルドホーン
  - 2008年6月から10月に宝塚歌劇団星組によって日本初演され、2010年に月組にて再演。2017年に星組による再演が予定されている[1]。
  - 2016年9月から11月に梅田芸術劇場によってブロードウェイ版の日本初演が行われた[2]。